# Saint-Maixent-de-Beugné
Saint-Maixent-de-Beugné är en kommun i departementet Deux-Sèvres i regionen Nouvelle-Aquitaine i västra Frankrike. Kommunen ligger i kantonen Coulonges-sur-l'Autize som tillhör arrondissementet Niort. År 2022 hade Saint-Maixent-de-Beugné 418 invånare.

## Befolkningsutveckling
Antalet invånare i kommunen Saint-Maixent-de-Beugné
| Referens: INSEE |